# Persone di nome Gaio
| Questa pagina contiene informazioni ricavate automaticamente dalle voci biografiche con l'ausilio del template Bio e di un bot. L'aggiornamento è periodico e automatico e ricostruisce completamente la pagina. Se manca una persona in questa lista, sei pregato di non aggiungerla, ma accertati piuttosto che la sua voce biografica contenga il template Bio e che i dati anagrafici siano correttamente compilati. Se il template Bio manca, inseriscilo tu stesso o, in alternativa, metti l'avviso {{tmp\|Bio}} che ne segnala la mancanza. Se i dati riportati sono sbagliati, correggi direttamente la voce biografica; le modifiche saranno visibili in questa lista entro pochi giorni. Per chiarimenti vedi il progetto antroponimi. La lista contiene solo le 358 persone che sono citate nell'enciclopedia e per le quali è stato implementato correttamente il template Bio. Pagina aggiornata al 6 ago 2025. |

Questa è una lista di persone presenti nell'enciclopedia che hanno il nome Gaio, suddivise per attività principale.

## Ammiragli(1)
- Gaio Lutazio Catulo, ammiraglio e politico romano († 220 a.C.)

## Architetti(1)
- Gaio Giulio Sampsigeramo, architetto siriano (Emesa - Emesa, † 79)

## Assassini(1)
- Gaio Servilio Casca, assassino romano (Roma)

## Atleti(1)
- Gaio Appuleio Diocle, atleta romano (Lamecum, n. 104 - Palestrina)

## Avvocati(1)
- Plinio il Giovane, avvocato, scrittore e magistrato romano (Novum Comum - Bitinia)

## Centurioni(1)
- Gaio Crastino, centurione romano (Repubblica romana, n. 85 a.C. - Farsalo, † 48 a.C.)

## Compositori(1)
- Gaio Chiocchio, compositore e cantautore italiano (Rio de Janeiro, n. 1954 - Roma, † 1996)

## Condottieri(2)
- Gaio Ponzio, condottiero sannita (Abellinum)
- Gaio Papio Mutilo, condottiero e generale sannita (Sannio - Roma)

## Drammaturghi(2)
- Gaio Fundanio, commediografo romano
- Gaio Melisso, commediografo, bibliotecario e poeta romano (Spoleto)

## Filologi(1)
- Gaio Ottavio Lampadione, filologo romano

## Filosofi(1)
- Gaio Musonio Rufo, filosofo romano (Volsinii)

## Funzionari(2)
- Gaio Vettio Cossinio Rufino, funzionario e sacerdote romano
- Gaio Ofonio Tigellino, prefetto e militare romano (Agrigentum - Sinuessa, † 69)

## Generali(9)
- Gaio Antistio Regino, generale romano
- Gaio Atilio Regolo, generale romano
- Gaio Cassio Longino, generale e senatore romano
- Gaio Avidio Cassio, generale romano (Cyrrhus - † 175)
- Gaio Fabio, generale romano
- Gaio Norbano Flacco, generale e politico romano
- Gaio Mario, generale e politico romano (Arpinum, n. 157 a.C. - Roma, † 86 a.C.)
- Gaio Claudio Nerone, generale romano
- Timesiteo, generale romano († 243)

## Giuristi(3)
- Gaio Ateio Capitone, giurista romano (n. 38 a.C. - † 22)
- Gaio, giurista romano (n. 110 - † 180)
- Gaio Trebazio Testa, giurista e politico romano (Elea)

## Imperatori(9)
- Caligola, imperatore romano (Anzio, n. 12 - Roma, † 41)
- Decio, imperatore romano (Budalia, n. 201 - Abrittus, † 251)
- Diocleziano, imperatore romano (Doclea, n. 244 - Spalato, † 313)
- Galerio, imperatore e militare romano (vicino Serdica - Serdica, † 311)
- Massimino Daia, imperatore e militare romano (Illiria - Tarso, † 313)
- Massimino il Trace, imperatore romano (Tracia - Aquileia romana, † 238)
- Ostiliano, imperatore romano (n. 230 - † 251)
- Treboniano Gallo, imperatore romano (Monte Vibiano Vecchio, n. 206 - Terni, † 253)
- Volusiano, imperatore romano (Terni, † 253)

## Imprenditori(1)
- Gaio Sergio Orata, imprenditore e ingegnere romano (Lucrino)

## Magistrati(31)
- Gaio Antistio Vetere, magistrato romano
- Gaio Avidio Nigrino, magistrato e politico romano (Faenza - Faenza, † 118)
- Gaio Caninio Rebilo, magistrato romano (Roma, † 12 a.C.)
- Gaio Ummidio Durmio Quadrato, magistrato, senatore e militare romano (Siria, † 60)
- Gaio Vibio Rufo, magistrato romano
- Gaio Pomponio Grecino, magistrato e militare romano († 38)
- Gaio Celio Rufo, magistrato romano
- Gaio Vibio Marso, magistrato e militare romano
- Gaio Rubellio Blando, magistrato romano
- Gaio Asinio Pollione, magistrato romano (n. 10 a.C.)
- Gaio Stertinio Massimo, magistrato e senatore romano (Hasta)
- Gaio Calpurnio Aviola, magistrato romano (Ostia)
- Gaio Calvisio Sabino, magistrato romano († 39)
- Gaio Velleo Tutore, magistrato romano (Canusium)
- Gaio Ottavio Lenate, magistrato romano († 37)
- Gaio Cestio Gallo, magistrato romano
- Gaio Petronio Ponzio Nigrino, magistrato e senatore romano
- Gaio Annio Pollione, magistrato e senatore romano
- Gaio Vettio Rufo, magistrato e senatore romano
- Gaio Petronio, magistrato e senatore romano
- Gaio Vibio Rufino, magistrato, senatore e militare romano
- Gaio Caninio Rebilo, magistrato e senatore romano († 56)
- Gaio Lecanio Basso, magistrato e senatore romano (Colonia Pietas Iulia)
- Gaio Cecina Largo, magistrato e senatore romano
- Gaio Terenzio Tullio Gemino, magistrato e senatore romano
- Gaio Calpetano Ranzio Sedato, magistrato e senatore romano
- Gaio Volasenna Severo, magistrato e senatore romano (Volaterrae)
- Gaio Pompeo Gallo, magistrato e senatore romano (Gallia Narbonese)
- Gaio Antistio Vetere, magistrato e senatore romano
- Gaio Fonteio Capitone, magistrato e senatore romano
- Gaio Giunio Silano, magistrato romano

## Militari(24)
- Gaio Quinto Bonoso, militare romano
- Gaio Giulio Civile, militare germanico
- Gaio Nummio Costante, militare romano
- Gaio Fuficio Fangone, militare romano († 40 a.C.)
- Gaio Giulio Vindice, militare e politico romano (n. 25 - † 68)
- Gaio Carrina, militare e politico romano
- Gaio Cornelio Miniciano, militare romano (Bergomum)
- Gaio Setticio Claro, militare romano
- Pomponio Severo, militare romano (Faventia)
- Rufione, militare romano
- Gaio Licinio Muciano, militare, scrittore e politico romano
- Gaio Ottavio, militare romano (Velletri - Nola, † 59 a.C.)
- Gaio Giulio Prisco, ufficiale romano (Siria - † 251)
- Gaio Caninio Rebilo, militare e politico romano
- Gaio Marcio Rutilo Censorino, militare e politico romano
- Ninfidio Sabino, militare romano (Roma, n. 35 - Roma, † 68)
- Gaio Servilio Strutto Ahala, militare romano
- Gaio Sosio, militare e politico romano
- Gaio Svetonio Paolino, militare romano
- Tetrico, militare gallo
- Gaio Terenzio Varrone, militare romano
- Gaio Dillio Vocula, militare romano (Cordova - † 70)
- Gaio Voluseno, militare romano
- Gaio Vulcacio Tullo, militare romano

## Nobili(4)
- Gaio Proculeio, nobile romano
- Gaio Sallustio Crispo, nobile romano († 20)
- Gaio Sulpicio Galba, nobile romano († 198 a.C.)
- Gaio Sollio Sidonio Apollinare, nobile romano (Lugdunum - Clermont-Ferrand, † 486)

## Poeti(9)
- Gaio Licinio Calvo, poeta e oratore latino (Roma, n. 82 a.C. - † 47 a.C.)
- Gaio Valerio Catullo, poeta romano (Verona - Roma)
- Gaio Elvio Cinna, poeta romano (Brixia - Roma, † 44 a.C.)
- Gaio Valerio Flacco, poeta romano
- Gaio Fratini, poeta e giornalista italiano (Città della Pieve, n. 1921 - Orvieto, † 1999)
- Gaio Cornelio Gallo, poeta e politico romano (n. 69 a.C. - † 26 a.C.)
- Gaio Vettio Aquilino Giovenco, poeta romano
- Gaio Lucilio, poeta romano (Sessa Aurunca - Napoli, † 102 a.C.)
- Valgio Rufo, poeta, grammatico e retore romano

## Principi(2)
- Alessandro, principe (n. 15 a.C.)
- Gaio Giulio Archelao Antioco Epifane, principe (n. 38 - Atene, † 92)

## Retori(4)
- Gaio Albucio Silo, retore latino (Novara - Novara)
- Gaio Papirio Carbone, oratore e politico romano
- Gaio Tizio, oratore e tragediografo romano
- Gaio Mario Vittorino, retore, filosofo e teologo romano (Roma, † 364)

## Sacerdoti(4)
- Gaio Giulio Bassiano, sacerdote siriano († 217)
- Gaio Valerio Flacco, sacerdote romano
- Gaio Vitorio Osidio Geta, sacerdote romano
- Voconio Romano, sacerdote, militare e scrittore romano (Sagunto)

## Scrittori(8)
- Fedro, scrittore romano
- Petronio Arbitro, scrittore e politico romano (Massalia - Cuma, † 66)
- Plinio il Vecchio, scrittore, naturalista e filosofo romano (Como, n. 23 - Stabia, † 79)
- Gaio Giulio Igino, scrittore e bibliotecario romano (Alessandria d'Egitto)
- Gaio Giulio Solino, scrittore romano
- Gaio Giulio Vittore, scrittore e retore romano (Gallia)
- Gaio Mazio, scrittore romano (Roma, n. 100 a.C.)
- Gaio Cassio Parmense, scrittore romano (n. 74 a.C. - Azio, † 31 a.C.)

## Senatori(19)
- Gaio Acilio, senatore e storico romano
- Gaio Antistio Vetere, senatore e magistrato romano
- Gaio Giulio Aspro, senatore romano (Attaleia)
- Gaio Giulio Camilio Aspro, senatore romano (Attaleia)
- Gaio Domizio Destro, senatore romano
- Gaio Giulio Erucio Claro Vibiano, senatore romano († 197)
- Gaio Giulio Antioco Epifane Filopappo, senatore romano (Samosata, n. 65 - Atene, † 116)
- Gaio Rutilio Gallico, senatore romano (Torino)
- Gaio Asinio Gallo, senatore romano († 33)
- Gaio Giulio Cesare, senatore romano (Roma - Pisa, † 85 a.C.)
- Gaio Aufidio Marcello, senatore romano
- Gaio Oppio Sabino, senatore romano
- Gaio Fulvio Pio, senatore romano
- Gaio Fulvio Plauziano, senatore romano (Leptis Magna - † 205)
- Gaio Bruzio Presente, senatore romano (n. 119)
- Gaio Ottavio Appio Suetrio Sabino, senatore e militare romano
- Gaio Giunio Tiberiano, senatore romano
- Gaio Mesio Tiziano, senatore romano
- Gaio Vettio Grato Attico Sabiniano, senatore romano

## Sovrani(6)
- Antioco IV di Commagene, re
- Gaio Giulio Azizo, sovrano († 54)
- Gaio Cluilio, re
- Gaio Giulio Alessio, sovrano siriano (Emesa - Emesa, † 78)
- Gaio Giulio Soaemo, sovrano
- Tetrico iunior, sovrano

## Storici(3)
- Gaio Asinio Quadrato, storico e politico romano
- Gaio Sallustio Crispo, storico, politico e senatore romano (Amiternum, n. 86 a.C. - Roma, † 34 a.C.)
- Gaio Svetonio Tranquillo, storico e biografo romano

## Senza attività specificata(12)
- Giulio Alpino Classiciano († 65)
- Gaio Atilio Regolo, romano (Campo Regio, † 225 a.C.)
- Gaio Giulio Avito Alessiano, romano (Cipro, † 217)
- Gaio Centenio, romano († 217 a.C.)
- Gaio Curzio Filone, romano
- Gaio Elio Gallo, romano
- Giulio Polibio, romano (Pompei)
- Gaio Cassio Longino, romano
- Quinto Lutazio Cercone, romano († 236 a.C.)
- Gaio Muzio Scevola, romano
- Gaio Papirio Masone, romano († 213 a.C.)
- Giulio Saturnino, romano (Apamea, † 281)